# Utopía de un hombre que está cansado
Utopía de un hombre que está cansado es un cuento del escritor argentino Jorge Luis Borges que integra El libro de arena, colección de cuentos publicada en 1975 en la editorial Emecé.

## Argumento
Eudoro Acevedo, nacido en 1897, un escritor y profesor de literatura argentino, así como autor de obras fantásticas, viaja por una llanura  y llega a Utopía, en algún momento del futuro. Buscando refugio de la lluvia, entra en la casa de un hombre muy alto que se hace llamar alguien y solo habla latín. Después de disfrutar de una comida frugal, se entabla un diálogo donde los protagonistas hablan sobre sus respectivos mundos. Alguien no se extraña de la visita de Acevedo, porque ha recibido similares durante muchos siglos. En Utopía los hechos no existen, se enseña a la gente a dudar y olvidar y se evitan los detalles sin sentido. Alguien ha leído y releído unos pocos libros durante cuatro siglos, narra un extraño pasado donde la gente era ingenua y fácilmente influenciable por la publicidad engañosa, comenta que la pobreza y la riqueza no existen en utopía y que todos tienen una vocación. Los hombres maduran a los cien años y luego tienen la opción de suicidarse. Siendo pintor, le regala a Acevedo un lienzo, como recuerdo de un futuro amigo. Después de la charla, alguien recibe ayuda para vaciar la casa hasta que no queda nada dentro. Todos, incluido Acevedo, salen a caminar hacia el crematorio, momento en el cual alguien se despide y entra a la cámara letal inventada por un filántropo llamado Adolf Hitler. La última frase del cuento implica que Acevedo retornó al presente.

## Interpretación
Borges ha abordado frecuentemente la temática del tiempo, la eternidad, las doctrinas de los ciclos y el tiempo circular, tanto en sus historias cortas: El milagro secreto, Los téologos y Las ruinas circulares, así como en sus ensayos: Historia de la eternidad, La doctrina de los ciclos, El tiempo circular, Nueva refutación del tiempo y Avatares de la tortuga, y en sus poemas: La clepsidra, Heráclito y Son los ríos.
Describiendo  viajes al futuro, refiere en sus ensayos a escritores como Herbert George Wells y Samuel Taylor Coleridge: El primero trae del porvenir una flor marchita, el segundo despierta con una flor en la mano proveniente del paraíso. Acevedo retorna al presente con una pintura de su interlocutor que "sugería una puesta de sol y que encerraba algo infinito."
Como sucede a menudo en Borges, la fisionomía y los datos biográficos del viajero coinciden en parte con los suyos. Eudoro Acevedo fue el nombre de su abuelo y nace dos años antes que Borges. Hace también una referencia indirecta a la Biblioteca Nacional de Buenos Aires, hablando del „escritorio de la calle México“. Las informaciones sobre su edad y actividades son también coincidentes.
El hombre alto recuerda haber leído "sin desagrado" dos cuentos fantásticos: Los viajes de Gulliver y la Summa Teológica, implicando que el primero es más plausible que el otro. Borges escribió con Adolfo Bioy Casares y Silvina Ocampo una Antología de la literatura fantástica, pero considera a los filósofos y teólogos como los mejores representantes del género. Nada es comparable a la invención de Dios, de la Santísima Trinidad, del cielo y el infierno.
En el futuro "se enseña el arte del olvido", sobre todo el olvido de lo personal y local. Ya en La Postulación de la realidad Borges se había remitido a Tomás Moro y Utopía: "Nuestro vivir es una serie de adaptaciones, vale decir, una educación del olvido. Es admirable que la primera noticia de Utopía que nos dé Thomas Moore, sea su perpleja ignorancia de la “verdadera” longitud de uno de sus puentes..." En contraste con la obra de Moro, no hay en la utopía de Borges ni ciudades, ni organizaciones sociales, ni gobiernos que organicen la vida cotidiana. Los hechos son interpretados como meros puntos de partida para la invención y el razonamiento. De forma consecuente describe  Borges a los inmortales en el cuento homónimo: "juzgando que toda empresa es vana, determinaron vivir en el pensamiento, en la pura especulación. Erigieron la fábrica, la olvidaron y fueron a morar en las cuevas. Absortos, casi no percibían el mundo físico." Se trata de vivir sub specie aeternitates (bajo el aspecto de la eternidad) prescindiendo de las imprecisiones cotidianas. Siendo imposible evadir el aquí y ahora, se ha renunciado a la historia, las cronologías y los viajes.
La frase "Dueño el hombre de su vida. lo es también de su muerte" es un homenaje a su autor, Leopoldo Lugones, y fue citada por Borges en su prólogo a La estatua de sal. Refiriéndose a la muerte de Lugones dijo "entendí que toda su vida, poblada de abjuraciones y renunciamientos, había sido un demorado suicidio
En el relato hay una serie de gestos irónicos más o menos evidentes: la referencia a Gulliver y la Summa Teológica, los comentarios sobre Tomás Moro y su obra, así como Adolf Hitler como benefactor de la humanidad. El cuento oscila entre la parodia y la melancolía. Borges no aclara, quién es el hombre cansado del título, el autor, el narrador o el personaje visitado.